# Ставище (Квітнева сільська громада)
Стави́ще — село в Україні, у Житомирському районі Житомирської області. Населення становить 344 особи. До 2016 року орган місцевого самоврядування — Ставищенська сільська рада.

## Географія
Селом протікає річка Кам'янка.

## Історія
За часів царсько-російської імперії належало до Сквирського повіту Київської губернії.
Лаврентій Похилевич у своїй праці «Сказания о населенных местностях Киевской губернии» 1864 року пише: «Сквирский уезд — имения поезуитские, принадлежащие униатским митрополитам и бывшие старостинские Ставища, село по обеим берегам Камянки, на самой почти границе Васильковского уезда, в 6-ти верстах от Романовки на юг. Жителей обоего пола: православных 1150, римских католиков 8, евреев 18; земли считалось 2343 десятины. В 1814 году Ставище с публичных торгов куплены Бурковским, с дочерью которого женат был Федор Рыльский (см. Романовка). В 1853 году сын Федора Розеслав продал Ставище родственнику своему Феофилу Рыльскому, которому таким образом стало принадлежать в Сквирском уезде 1480 ревизских душ мужеска пола и 7247 десятин земли в селах: Ставище, Сушанке, Почуйках, Ярешках и Голячках. Он живет в Сушанке. Церковь во имя Архистратига Михаила, деревянная, построена в 1741 году, а иконостас спустя три года, т.е. в 1744 году. В 1851 и 1852 г. она расширена, ошелевана, покрыта железом, окрашена снаружи и внутри. По штатам отнесена к 6-му классу; земли имеет с хутором и усадьбой 60 десятин».
17 липня 2020 року, в результаті адміністративно-територіальної реформи та ліквідації Попільнянського району, село увійшло до складу Житомирського району.

## Відомі особи
- Кучер Василь Степанович ((20) липня 1911— 17 квітня 1967) — український радянський письменник, член Правління Спілки радянських письменників УРСР. Закінчив Ставищанську семирічну школу.
- Олексієнко Володимир Тадейович (13 серпня 1918, Ставище — 19 вересня 1995, Київ) — український актор. Заслужений артист УРСР (1976).
- Рильський Тадей Розеславович (2 січня 1841, Ставище — 7 жовтня 1902) — український громадський і культурний діяч, етнограф, економіст, «хлопоман».
- Шпак Віктор Олексійович (нар. 16 червня 1961 року, Ставище) — український журналіст, публіцист, автор історично-публіцистичних матеріалів, блогер, громадський діяч, краєзнавець. Нагороджений «Золотою медаллю української журналістики» (2009 рік). Лауреат премії ім. Івана Франка у галузі інформаційної діяльності (2017 рік).